# 皮德利普齊
49°46′5″N 25°3′10″E / 49.76806°N 25.05278°E
皮德利普齊（烏克蘭語：Підлипці），是烏克蘭西部的村莊，隸屬利維夫州的佐洛奇夫區。該村始建於1470年，面積3.3平方公里，海拔高度388米，2023年人口1,140，人口密度每平方公里351.19人。